# El Laurel
El Laurel es una parroquia rural perteneciente al cantón Daule en la provincia ecuatoriana Guayas. En el censo del 2010 tenía 10.591 habitantes: 4.140 (39,10%) habitantes en sus áreas urbanas y 6451 (60,90%) habitantes en sus área rurales. Con una densidad de 2.75 habitantes por hectárea. Antiguamente fue fundado con el nombre de “Cañal”, debido a la gran cantidad de árboles de laurel en el sector la población terminó cambiando su nombre a El Laurel. El 14 de diciembre de 1986 se  creó oficialmente la parroquialización mediante el Registro Oficial N.º - 12 de noviembre – 1986.
Los primeros habitantes que llegaron a vivir al El Laurel fueron los Jiménez, Murillo, Espinoza, Bajaña, Cortez más tarde llegaron los Fabre, Briones, Torbay, Mera, García, Ponce, Rodríguez, Zambrano, entre otros quienes se dedicaron a la agricultura y al comercio. En 1934 comenzó la construcción de la primera iglesia Señor de Los Milagros y en 1957 se proveyó de Electricidad a la población.

## Geografía
El Laurel se encuentra ubicado en las coordenadas  -1.7838271,-79.9104829,16.75

## Gastronomía
El Laurel es reconocido por sus platos tradicionales como: Bollos de pescado de agua dulce, cazuela de mariscos y seco de pato.

## Transporte
Hasta esta parroquia rural llegan carreteras como la vía Lorena – Laurel, que tiene una extensión de 9,2 km de longitud, complementa el anillo vial que une la denominada Daule – Salitre – Los Quemados – Laurel con la Guayaquil – El Empalme.
La vía Vía Laurel – Junquillal que conecta a las parroquias Laurel, de Daule, y Junquillal, de Salitre.

## Turismo
El clima de El Laurel es tropical húmedo con una temperatura promedio de 26º, Este pueblo es recorrido por el río Pula, lo que la ha convertido en un balneario de agua dulce. Anualmente se realiza una regata de canoas a motor, evento que tradicionalmente se realiza el domingo de Pascua, desde hace dos décadas.

## Educación
En Laurel se encuentra las Unidades Educativas Padre Juan de Velasco (la escuela con mejor rendimiento académico de la parroquia) y Plan Internacional. Los niños de la parroquia en un 90,76% terminan la educación básica, un  40,34% de adolescentes terminan el bachillerato y un  6.10% de jóvenes de hasta 24 años asisten a la universidad.
Como también esta la unidad Educativa Fiscal Técnico Laurel 
(El colegio con mayor rendimiento)
Con más de 2000 estudiantes.

## Personalidades
Lothar Zagst, religioso.